# Yioúktas
Yioúktas är ett berg i Grekland.   Det ligger i prefekturen Nomós Irakleíou och regionen Kreta, i den sydöstra delen av landet, 300 km söder om huvudstaden Aten. Toppen på Yioúktas är 811 meter över havet, eller 427 meter över den omgivande terrängen. Bredden vid basen är 6,7 km.
Terrängen runt Yioúktas är huvudsakligen kuperad, men åt nordväst är den platt.Runt Yioúktas är det ganska tätbefolkat, med 62 invånare per kvadratkilometer. Närmaste större samhälle är Heraklion, 9,8 km norr om Yioúktas. Trakten runt Yioúktas består till största delen av jordbruksmark.